# Soča voda je šumela (Stanič)
Soča voda je šumela je pesem ljudske pesnice iz Kanala ob Soči, Katice Stanič (1848-1887). Avtorja napeva te pesmi ni mogoče z gotovostjo potrditi. Melodija je na slovenskem precej znana, v pesmaricah pa se je pojavila v začetku 20. stoletja. Avtorji  največkrat izvajanih priredb te pesmi so Fran Gerbič, Janko Žirovnik in Marko Bajuk.

## Besedilo
Soča voda je šumela,
mesec je na nebu s'jal.
Ti pri oknu si slonela,
ko sem jaz slovo jemal.
In zdaj vselej, ko velika
Soča na večer šumi,
in ko lune svetla slika
iz vode zablešči-
Vselej te na mostu stati
vidim v duhu pred seboj,
veličastni mesec zlati
razsvetljuje obraz tvoj.
Njemu dala si desnico,
poljubila ga srčno.
Men' pa dala si levico,
pa še to tako hladno.
Mila luna je sijala,
v bled mi gledala obraz.
Zadnjič roko si mi dala,
zadnjič, oh, za večni čas.
V tujem kraju zdaj prebivaš,
oh, kak me srce boli.
Tamkaj z drugim srečo uživaš,
moj spomin t' je ne kali.